# Gran' Circo Lar
O Gran' Circo Lar era um espaço destinado ao lazer e execução de eventos culturais para a população da cidade de Brasília. Ficava lado sul da Esplanada dos Ministérios, bem próximo à Rodoviária do Plano Piloto. 
Recebeu grandes espetáculos de artistas nacionais e internacionais e oferecia também atividades sociais. O local foi demolido para a construção do Complexo Cultural da República.

## História

### Criação
A ideia do espaço veio da artista plástica Elaine Ruas, inspirada no Circo Voador, do Rio de Janeiro. A iniciativa contou com o importante apoio de Lúcio Costa, urbanista que projetou Brasília.
O Gran' Circo Lar foi inaugurado em 1985 para promover eventos culturais em Brasília. Entretanto, também passa a ter atividades sociais a partir de 1987,quando foi adaptado como Unidade de Proteção Especial, e passou a oferecer ensino básico e aulas de circo para crianças em situação de rua.

### Demolição
A estrutura abriu ao público pela última vez em 22 de agosto de 1999. Foi desativada naquele ano, e posteriormente demolida para dar lugar ao Complexo Cultural da República.

## Arquitetura
O circo foi projetado pelo arquiteto Fernando Andrade. A estrutura dele era bem diferente de um circo convencional. Ao invés de lona, o Gran Circo Lar foi construído em alvenaria, com seu picadeiro todo em concreto e abaixo do nível da entrada principal. Por fora, o circo tinha suas paredes de alvenaria revestidas com azulejos fabricados em Portugal na tradicional fábrica Viúva Lamego com motivos circenses criados pelo artista português Júlio Pomar. As paredes internas foram pintadas em cores definidas pelo artista plástico Athos Bulcão.

## Eventos
O Gran' Circo Lar também tornou-se um dos principais espaços para espetáculos e festivais em Brasília durante sua existência. Os festivais recebiam entre duas e três mil pessoas e muitas vezes duravam doze horas.
Diversos artistas e bandas locais e nacionais se apresentaram no circo como Detrito Federal, P.U.S., Mundo Livre S/A, Engenheiros do Hawaii, Ratos de Porão, Pato Fu, Raimundos, Zeca Baleiro, Plebe Rude, Capital Inicial, Kid Abelha e Planet Hemp. Também recebeu shows internacionais como os das bandas Suicidal Tendencies e Kreator. 
Foi nesse local que Raul Seixas fez um de seus últimos shows, em sua turnê final, em 1989. Cerca de 4,5 mil pessoas foram ao Gran' Circo ver Raul e Marcelo Nova, após anos do maluco beleza afastado dos palcos. Raul ainda voltaria a cidade no mesmo ano para aquela que seria sua ultima apresentação, no Ginásio Nilson Nelson, onze dias antes de falecer.
Por tantos shows de rock realizados no local, os brasilienses tinham no Gran Circo um dos principais espaços simbólicos desse gênero musical. Não era só o rock, no entanto, que usava o local, que recebeu shows da Orquestra Tabajara, do maestro Cipó e Orquestra Valdir Calmon.